# Фламенго
Регатный клуб «Фламе́нго» (порт.-браз. Clube de Regatas do Flamengo, бразильский португальский: [ˈklubi dʒi ʁeˈɡataʒ du flaˈmẽɡu]), более известный как «Фламенго» [flɐˈmẽgu], также в Бразилии распространено сокращение Менга́н (порт.-браз. Mengão), произносится [mẽjˈɡɜ̃w] — бразильский футбольный клуб из города Рио-де-Жанейро. Как и «Сан-Паулу» никогда не покидал высший дивизион чемпионата Бразилии. Самая популярная команда Бразилии (число болельщиков может достигать 45 миллионов человек).
По рейтингу ФИФА клуб занял восьмое место среди всех клубов планеты XX века. «Фламенго» — спортивная организация, футбол является самым популярным видом спорта в ней, однако официальное название клуба — «Регатный клуб „Фламенго“».
Клуб является одним из четырёх грандов своего штата (наряду с «Васко да Гама», «Флуминенсе» и «Ботафого») и одним из самых титулованных футбольных клубов Бразилии. «Фламенго» — 7-кратный чемпион Бразилии. Команда 37 раз становилась лучшей в штате Рио-де-Жанейро, что является рекордом чемпионата Кариоки (опережает на шесть титулов «Флуминенсе»). Трижды, в 1981, 2019 и 2022 годах, команда завоёвывала Кубок Либертадорес.

## История
В 1981 году «Фламенго» впервые завоевал Кубок Либертадорес. Тогда же команда, ведомая Зико, выиграла и Межконтинентальный кубок. В начале 1980-х годов команда также трижды становилась чемпионом Бразилии. В 1987 году «Фламенго» выиграл «Союзный кубок» и на протяжении тридцати лет команда считалась равноценным чемпионом, вместе со «Спортом», выигравшим официальное первенство, организованное КБФ без ведущих клубов. Однако решением Федерального верховного суда от 16 марта 2018 года было признано, что единственным чемпионом страны в 1987 году был «Спорт Ресифи».
После победы в 1999 году в Кубке Меркосур «Фламенго» начал постепенно сдавать свои позиции, в последние годы в команде наступил финансовый кризис. Однако «рубро-негрос» продолжают уверенно выступать в чемпионате штата. В 2006 году «Фламенго», выиграв в финале Кубка Бразилии у земляков из «Васко да Гамы», завоевал путёвку в Кубок Либертадорес 2007.
В 2009 году «Фла» в шестой раз в истории стал чемпионом Бразилии, догнав по этому показателю «Сан-Паулу», которому данный рекорд принадлежал лишь сезон. В конце 2010 года Конфедерация футбола Бразилии приняла решение приравнять к чемпионским титулам старый Кубок Бразилии (1959—1968) и Кубок Робертао (1967—1970); тем самым, «Сантос» (2-кратный чемпион) и «Палмейрас» (4-кратный чемпион) опередили «Сан-Паулу» и «Фламенго» по титулам. У них стало по восемь чемпионств.
В 2011 году «Фламенго» подписал контракт с Роналдиньо, который сразу же стал капитаном команды. В этом же году «красно-чёрные» стали чемпионами штата Рио-де-Жанейро, не проиграв по ходу турнира ни одного матча. Также «Фла» занял четвёртое место в чемпионате Бразилии, что дало клубу право в 2012 году представлять Бразилию в Кубке Либертадорес.
В 2019 году команда выиграла чемпионат штата Рио-де-Жанейро, чемпионат Бразилии и Кубок Либертадорес, повторив достижение «Сантоса» 1963 года. Команда Пеле к тому же завоевала Межконтинентальный кубок, а у «Фламенго» есть шанс стать победителем Клубного чемпионата мира, который состоится в декабре.

## Стадион
Клубу принадлежит свой небольшой стадион, но в основном свои матчи «Фламенго» проводит на Маракане.

## Форма и цвета
Основная форма команды: футболки в широкую красно-чёрную горизонтальную полосу, трусы либо белые, либо чёрные, гетры красно-чёрные полосатые (либо белые).

## Болельщики
По всей Бразилии количество болельщиков, по данным института исследования общественного мнения Datafolha (в составе крупнейшего медийного конгломерата Сан-Паулу Grupo Folha) на середину 2008 года, превышало 44 миллиона человек, то есть 23 % населения страны. По данным того же института на середину декабря 2009 года за «Фламенго» болеет 36,5 миллиона жителей Бразилии.
Исследование института IBOPE (порт. Instituto Brasileiro de Opinião Pública e Estatística) (Бразильский институт общественного мнения и статистики), проведённое в 2004 году по заказу крупнейшего таблоида Бразилии Lance! показывает, что за «Фламенго» болело 18,1 % населения страны (около 35 млн человек).
Наименьшее число болельщиков «Фла» получили эксперты государственного бразильского банка «Кайша», хотя и у них «рубро-негрос» — первая команда страны по числу болельщиков в Бразилии — 16 млн человек (8,38 % населения). Однако эта версия существенно выбивается по своей корреляции из ряда других в целом сопоставимых друг с другом опросов, проводимых с 1983 года в Бразилии и потому заслуживающих большего доверия.

## Соперничество
Самым принципиальным соперником клуба является «Флуминенсе».

## Достижения
- Чемпион Бразилии (7): 1980, 1982, 1983, 1992, 2009, 2019, 2020
- Обладатель Кубка Бразилии (5): 1990, 2006, 2013, 2022, 2024
  - Финалист Кубка Бразилии (4): 1997, 2003, 2004, 2017
- Чемпион Союзного кубка (1): 1987[8][9].
- Обладатель Суперкубка Бразилии (4): 1992[10], 2020, 2021, 2025
- Обладатель молодёжного Кубка Сан-Паулу (2): 1990, 2011
- Чемпион штата Рио-де-Жанейро (39, рекорд): 1914, 1915 (непобедимы), 1920 (непобедимы), 1921, 1925, 1927, 1939, 1942—1944, 1953—1955, 1963, 1965, 1972, 1974, 1978, 1979 (непобедимы), 1979 (специальный чемпионат), 1981, 1986, 1991, 1996 (непобедимы), 1999—2001, 2004, 2007, 2008, 2009, 2011 (непобедимы), 2014, 2017, 2019, 2020, 2021, 2024, 2025
- Победитель Турнира Рио-Сан-Паулу: 1961
- Обладатель Кубка Либертадорес (3): 1981, 2019, 2022
  - Финалист Кубка Либертадорес: 2021
- Обладатель Межконтинентального кубка: 1981
- Обладатель Кубка Меркосур: 1999
  - Финалист Кубка Меркосур: 2001
  - Финалист Южноамериканского кубка: 2017

## Статистика выступлений в Серии A с 2001 года
| Сезон | Ранг | Турнир  | Место | И  | В  | Н  | П  | ГЗ | ГП | Очки |
| ----- | ---- | ------- | ----- | -- | -- | -- | -- | -- | -- | ---- |
| 2001  | 1    | Серия A | 24    | 27 | 8  | 5  | 14 | 25 | 38 | 29   |
| 2002  | 1    | Серия A | 18    | 25 | 8  | 6  | 11 | 38 | 39 | 30   |
| 2003  | 1    | Серия A | 8     | 46 | 18 | 12 | 16 | 66 | 73 | 66   |
| 2004  | 1    | Серия A | 17    | 46 | 13 | 15 | 18 | 51 | 53 | 54   |
| 2005  | 1    | Серия A | 15    | 42 | 14 | 13 | 15 | 56 | 60 | 55   |
| 2006  | 1    | Серия A | 11    | 38 | 15 | 7  | 16 | 44 | 48 | 52   |
| 2007  | 1    | Серия A | 3     | 38 | 17 | 10 | 11 | 55 | 49 | 61   |
| 2008  | 1    | Серия A | 5     | 38 | 18 | 10 | 10 | 67 | 48 | 64   |
| 2009  | 1    | Серия A | 1     | 38 | 19 | 10 | 9  | 58 | 44 | 67   |
| 2010  | 1    | Серия A | 14    | 38 | 9  | 17 | 12 | 41 | 44 | 44   |
| 2011  | 1    | Серия A | 4     | 38 | 15 | 16 | 7  | 59 | 47 | 61   |
| 2012  | 1    | Серия A | 11    | 38 | 12 | 14 | 12 | 39 | 46 | 50   |
| 2013  | 1    | Серия A | 16    | 38 | 12 | 13 | 13 | 43 | 46 | 45   |
| 2014  | 1    | Серия A | 10    | 38 | 14 | 10 | 14 | 46 | 47 | 52   |
| 2015  | 1    | Серия A | 12    | 38 | 15 | 4  | 19 | 45 | 53 | 49   |
| 2016  | 1    | Серия A | 3     | 38 | 20 | 11 | 7  | 52 | 35 | 71   |
| 2017  | 1    | Серия A | 6     | 38 | 15 | 11 | 12 | 49 | 38 | 56   |
| 2018  | 1    | Серия A | 2     | 38 | 21 | 9  | 8  | 59 | 29 | 72   |
| 2019  | 1    | Серия A | 1     | 38 | 28 | 6  | 4  | 86 | 37 | 90   |
| 2020  | 1    | Серия A | 1     | 38 | 21 | 8  | 9  | 68 | 48 | 71   |
| 2021  | 1    | Серия A | 2     | 38 | 21 | 8  | 9  | 69 | 36 | 71   |
| 2022  | 1    | Серия A | 5     | 38 | 18 | 8  | 12 | 60 | 39 | 62   |

## Другие виды спорта
«Фламенго» — спортивная организация, в которой культивируются десятки видов спорта. Среди представителей «Фламенго» на различных соревнованиях особо следует отметить призёров Олимпийских игр:
- Алфредо Родригес да Мотта — бронзовый призёр Олимпийских игр по баскетболу среди мужчин 1948 года
- Афонсо Азеведо Эвора — бронзовый призёр Олимпийских игр по баскетболу среди мужчин 1948 года
- Валдир Жералдо Боккардо — бронзовый призёр Олимпийских игр по баскетболу среди мужчин 1960 года
- Вирна Кристине Дантас Диас — бронзовый призёр Олимпийских игр 1996 и 2000 годов в составе женской сборной Бразилии по волейболу.
- Жаклин Силва — Олимпийская чемпионка 1996 года по пляжному волейболу
- Жозе Теллес да Консейсан — бронзовый призёр Олимпиады 1952 года по прыжкам в высоту
- Жорже Луис Лейте Фернандес — бронзовый медалист московской Олимпиады 1980 года в эстафете 4×200 м в составе мужской сборной Бразилии по плаванию
- Зенни ди Азеведо (Алгодан) — бронзовый призёр Олимпийских игр по баскетболу среди мужчин 1948 и 1960 года
- Лейла Гомес ди Баррос — бронзовый призёр Олимпийских игр 1996 и 2000 годов в составе женской сборной Бразилии по волейболу. В 2000 году была игроком «Фламенго». С 2008 года выступает в пляжном волейболе.
- Рикардо Прадо — серебряный призёр Олимпиады 1984 года в плавании на 400 метров свободным стилем среди мужчин
- Фернандо ди Кейрос Шерер — бронзовый медалист 1996 года в плавании на 50 метров, а также бронзовый медалист 2000 года в Сиднее в плавании 4×100 метров в составе мужской сборной Бразилии
- Фернандо Перейра ди Фрейтас — бронзовый призёр Олимпийских игр по баскетболу среди мужчин 1960 года
- Команда «Фламенго» представлена в автогонках класса Суперлига Формула.